# Sosthenes von Makedonien
Sosthenes (altgriechisch Σωσθένης Sōsthénēs; † 277 v. Chr.) war von 279 bis 277 v. Chr. ein Regent von Makedonien.
Während des Ansturms der Kelten auf Nordgriechenland und Thrakien war Sosthenes einer unter mehreren makedonischen Heerführern, die das Land zu verteidigen suchten. Dabei ging er so tatkräftig voran, dass er nach der Absetzung des Antipatros II. Etesias vom Heer zum neuen König proklamiert wurde. Er lehnte diese Würde aber ab, weil er nicht von königlichem Geblüt war und bestand darauf, die Makedonen als ihr Strategos anzuführen. Er schlug eine Keltentruppe unter dem Häuptling Bolgios zurück, kurz darauf erlitt er gegen den Häuptling Brennus eine Niederlage, die ihn zum Rückzug in die Städte zwang. Brennus konnte darauf ungehindert plündernd durch Makedonien bis nach Delphi ziehen und wurde erst an den Thermophylen von den vereinten Griechen geschlagen.
278 v. Chr. wehrte Sosthenes einen Angriff des Antigonos II. Gonatas ab. Wahrscheinlich war er 277 v. Chr. verstorben, worauf auf ihn in einem kurzen Intermezzo ein Ptolemaios und ein Alexander in der Regentschaft folgten. Aber noch im selben Jahr wurde Antigonos II. Gonatas von den Makedonen als König anerkannt.